# Miss Universo 1956
Miss Universo 1956, quinta edizione di Miss Universo, si è tenuta a Long Beach (California), negli Stati Uniti d'America il 20 luglio 1956. Carol Morris, Miss USA, è stata incoronata Miss Universo 1956.

## Risultati

### Piazzamenti
| Risultato finale   | Concorrente |
| ------------------ | --- |
| Miss Universo 1956 | - Stati Uniti - Carol Ann Laverne Morris |
| 2ª classificata    | - Germania - Marina Orschel |
| 3ª classificata    | - Svezia - Ingrid Goude |
| 4ª classificata    | - Inghilterra - Iris Alice Kathleen Waller |
| 5ª classificata    | - Italia - Rossana Galli |
| Top 15             | - Argentina - Ileana Carré - Belgio - Lucienne Auquier - Brasile - Maria José Cardoso - Cuba - Marcia Rodríguez - Francia - Anita Treyens - Grecia - Rita Gouma - Israele - Sara Tal - Messico - Erna Marta Bauman - Perù - Lola Sabogal Marzán - Venezuela - Blanquita Heredia Osío |

### Riconoscimenti speciali
I concorsi Miss Universo e Miss USA venivano organizzati nella stessa serata, perciò candidate di entrambi i concorsi erano eleggibili per i riconoscimenti speciali.
| Riconoscimento              | Concorrente                                               |
| --------------------------- | --------------------------------------------------------- |
| Miss Congeniality           | - Costa Rica - Anabella Granados                          |
| Miss Photogenic             | - Germania - Marina Orschel                               |
| Most Popular Girl in Parade | - Stati Uniti d'America - Iowa - Carol Ann Laverne Morris |

## Concorrenti
- Alaska - Barbara Maria Sellar
- Argentina – Ileana Carré
- Belgio - Lucienne Auquier
- Brasile - Maria José Cardoso
- Canada -  Elaine Bishenden
- Cile - Concepción Obach Chacana
- Costa Rica - Anabella Granados
- Cuba -  Marcia Rodríguez
- Ecuador - Mercedes Flores Espín
- Filippine - Isabel Rodriguez
- Francia - Anita Treyens
- Germania - Marina Orschel
- Giappone -  Yoshie Baba
- Grecia - Rita Gouma
- Guatemala - Ileana Garlinger Díaz
- Guyana britannica - Rosalind Iva Joan Fung
- Inghilterra - Iris Alice Kathleen Waller
- Islanda - Gudlaug Gudmundsdóttir
- Israele - Sara Tal
- Italia - Rossana Galli
- Messico - Erna Marta Bauman
- Paesi Bassi  - Rita Schmidt
- Perù - Lola Sabogal Marzán
- Porto Rico - Paquita Vivo
- Rep. Dominicana -  Olga Fiallo Oliva
- Stati Uniti - Carol Ann Laverne Morris (Iowa)
- Svezia - Ingrid Goude
- Turchia - Can Yusal
- Uruguay - Titina Aguirre
- Venezuela - Blanquita Heredia Osío

### Debutti
- Guyana britannica
- Islanda
- Paesi Bassi
- Rep. Dominicana

### Ritorni
- Perù
- Turchia

### Ritiri
- Ceylon
- Corea del Sud
- El Salvador
- Finlandia - Mirva Orvokki Arvinen
- Honduras
- Indie Occidentali
- Libano
- Nicaragua
- Norvegia

### Sostituzioni
- Filippine - Isabel Rodriguez partecipò al posto di Edith Noble Nakpil